# Maison forte d'Ameysin
La maison forte d'Ameysin était une ancienne maison forte, du XIIe siècle, au Moyen Âge siège de la seigneurie d'Ameysin, qui se dressait sur la commune de Yenne, une commune française, dans le département de la Savoie et la région Auvergne-Rhône-Alpes.

## Situation
La maison forte devait se dresser au lieu-dit le Châtel au village d'Ameysin (Ameysinum), sur un mamelon au-dessus de la « grangerie d'Ameysin ».

## Histoire
La maison forte est, au XIIe siècle, la possession de la famille d'Ameysin ; Guillaume d'Ameysin (de Ameysino), accompagne, en 1147, son suzerain, le comte Amédée III de Savoie à la deuxième croisade. Le 1er juin 1218, Pierre d'Ameysin est témoin au mariage de la fille du comte Thomas Ier de Savoie, Marguerite. En 1226, il suit le comte à la croisade contre les Albigeois. En 1237, Guy d'Ameysin est témoin au premier testament du comte Amédée IV de Savoie. En 1250, Jacques d'Ameysin est abbé de Tamié. En 1254, Pierre d'Ameysin est engagé en Gascogne dans l'armée du roi de France. Pierre II de Savoie, le 6 mai 1268, rédige son testament au château de Pierre-Châtel, où il décède. Il désigne comme faisant partie de ses exécuteurs testamentaires les deux frères d'Ameysin ; Soffrey d'Ameysin, bailli de Savoie, et Berlion d'Ameysin, futur évêque de Belley.
En 1306, Guigues d'Ameysin est qualifié de chef militaire au service du comte Amédée V de Savoie. Louis d'Ameysin, son fils, conclu une transaction, en 1316, avec le frère d'Amédée, Louis de Savoie, à propos de rentes rière Chemilieu et Nattages. Le 5 décembre 1329, il est investi. En 1333, Pierre d'Ameysin se distingue lors du siège du château de la Perrière (La Perrière) qui fut enlevé au dauphin Guigues VIII de Viennois qui y est mortellement blessé le 7 juillet 1333. Il effectue, à son retour, avec Amédée de Montdragon une transaction au sujet de la maison forte de Fistillieu reconnue fief d'Ameysin. En 1345, Amédée d'Ameysin est évêque de Belley. Pierre II d'Ameysin devient seigneur du Villard, par son mariage avec Arthaude de Briord, fille du seigneur du Villard. Pierre II, nouveau seigneur de Villard, en reçoit l'investiture le 21 juillet 1371. Il donnera sa fille, Alix d'Ameysin, en mariage à Humbert de Luyrieu, qui se verra quelques années plus tard investi du fief du Villard.
Pierre d'Ameysin, chevalier, est, avec Guigues de Sômont, damoiseau, présent à Yenne, le 17 mars 1380, au mariage de Catherine, fille d'Humbert Ier, surnommé le bâtard de Savoie, fils bâtard du comte Aymon de Savoie, et de noble Berlion de Rivoire, seigneur de Gerbais et de Romagnieu (Romagnieu), fils de Louis de Rivoire, seigneur de Domessin (Domessin). Colette d'Ameysin, fille de Pierre et d'Arthaude, dernière du nom, épouse, en 1385, noble Amédée d'Orlyé, seigneur de Saint-Innocent.
François d'Orlyé est, vers 1430, seigneur d'Ameysin. Louise, sa fille, est marié, en 1452, à Jacques de Rossillon de Gimilieu et Virignin. En 1470, son autre fille, épouse, par contrat passé à Ameysin dans la maison forte des frères d'Orlyé, le 14 février 1470, Claude Rubod, bourgeois de Yenne et de Centagnieu. Le versement de la dot s'élevant à 1 000 florins fut l'objet d'une contestation de la part des héritiers, ces derniers arguant du fait que la succession était obérée, et n'avait été accepter que sous condition d'inventaire. Le duc Philibert II de Savoie devant qui l'affaire avait été portée par les requérants, dans une lettre en date du 23 août 1498, répète et insiste sur le fait que le mariage a été consommé « per carnis copulam » et que la dot était due. En 1473, Sébastien d'Orlyé est abbé de Hautecombe. Antoine d'Orlyé, écuyer du duc de Savoie, meurt, en 1476, sous les murs de Morat, où il a été envoyé à la tête de 4 000 Savoyards, au secours de Charles le Téméraire, duc de Bourgogne.
Le 6 février 1494, Vincent d'Orlyé acquiert, par acte passé au château d'Ameysin, déposé aux minutes de Saint-Maurice de Fistillieu, notaire à Yenne, de Claude de Chambuert, dernier du nom, une terre à Ameysin sis sous le Chambuert. La branche de la famille d'Orlyé, seigneur d'Ameysin, ajouteront au XVIe siècle à leur nom celui de Belletruche, et donne naissance aux d'Orlyé de Belletruche.
En 1590, vit Jacques-François d'Orlyé de Belletruche, seigneur d'Ameysin. Il vend, le 19 octobre 1619, à dame Louise de Seyssel La Chambre, des droits seigneuriaux, afin de régler les dépenses engagées pour figurer à l'arrivée à Chambéry de Christine de France qui venait d'épouser le prince héritier Victor-Amédée Ier de Savoie. En 1635, Louis d'Orlyé est cornette de dom Félix de Savoie.
Le 1er octobre 1675, Louis d'Orlyé de Belletruche de Saint-Innocent, du service de son altesse au château de Chambéry, assiste à Yenne à la réunion de la noblesse du petit Bugey, à l'occasion de l'avènement de Victor-Amédée II de Savoie. Le fief d'Ameysin échoit, peu après, à la famille Vulliet ou Vuillet de la Saunière qui deviendra celle des marquis de Yenne. Un Vuillet de la Saunière, auditeur à la Chambre des Comptes, est déjà qualifié, en 1698, de seigneur d'Ameysin, lors de l'inféodation, à son frère, président de cette même Chambre, du marquisat de Yenne.
En 1740, François Vuillet de la Saunière, chevalier, frère cadet de Charles Vuillet de la Saunière, marquis de Yenne, est seigneur d'Ameysin. Il y possède divers biens, granges et maisons, dits « grangerie d'Ameysin », qui finirent par échoir au marquis et furent vendus en l'an V de la République.

## Description
Il ne subsiste aucune trace du château.